# Rhabdodemania calycolaimus
Rhabdodemania calycolaimus is een rondwormensoort uit de familie van de Rhabdodemaniidae. De wetenschappelijke naam van de soort is voor het eerst geldig gepubliceerd in 1955 door Schuurmans Stekhoven & Mawson.